# ویلیام الیوت پیتون
ویلیام الیوت پیتون (انگلیسی: William Peyton; ۷ مهٔ ۱۸۶۶ – ۱۴ نوامبر ۱۹۳۱) فرد نظامی اهل بریتانیا بود. وی همچنین برندهٔ جوایزی همچون نشان حمام و نشان سلطنتی ویکتوریایی شده‌است.